# Agerum
Agerum is een plaats in de gemeente Sölvesborg in het landschap Blekinge en de provincie Blekinge län in Zweden. De plaats heeft 77 inwoners (2005) en een oppervlakte van 18 hectare.